# Edmund Mortimer
Pour les articles homonymes, voir Mortimer.
Edmund Mortimer  est un acteur et réalisateur américain, né le 21 août 1874 à New York, et mort à Los Angeles, en Californie, le 21 mai 1944.

## Biographie
Edmund Mortimer apparaît en tant qu'acteur dans 331 films. Il a par ailleurs réalisé 23 films. Il est parfois crédité Edward Mortimer. Il fut le second époux de l'actrice Louise Bates.

## Filmographie partielle

### Acteur
- 1914 : Neptune's Daughter, de Herbert Brenon
- 1914 : The Witch Girl, de Walter Edwin
- 1931 : Arrowsmith, de John Ford : Officier de marine
- 1931 : Palmy Days d'A. Edward Sutherland
- 1931 : Ambassador Bill de Sam Taylor
- 1932 : Le Bel Étudiant (Huddle) de Sam Wood
- 1933 : Parole Girl d'Edward F. Cline
- 1933 : La Soupe au canard (Duck Soup) de Leo McCarey
- 1933 : Danseuse étoile (Stage Mother) de Charles Brabin
- 1933 : Nuits de Broadway (Broadway Through a Keyhole) de Lowell Sherman (non crédité)
- 1935 : Le Gondolier de Broadway (Broadway Gondolier) de Lloyd Bacon
- 1935 : Une nuit à l'opéra (A Night at the Opera) de Sam Wood
- 1935 : Émeutes (Frisco Kid) de Lloyd Bacon
- 1935 : It's in the Air de Charles Reisner
- 1936 : L'Extravagant Mr. Deeds (Mr. Deeds Goes to Town) de Frank Capra
- 1936 : En parade (Gold Diggers of 1937) de Lloyd Bacon
- 1937 : Cette sacrée vérité (The Awful Truth) de Leo McCarey
- 1939 : Monsieur Smith au Sénat (Mr. Smith Goes to Washington) de Frank Capra
- 1940 : La Valse dans l'ombre (Waterloo Bridge), de Mervyn LeRoy
- 1940 : Correspondant 17 (Foreign Correspondent), d'Alfred Hitchcock
- 1940 : La Chauve-souris du diable (The Devil Bat), de Jean Yarborough : Martin Heath
- 1940 : Michael Shayne, Private Detective d'Eugene Forde
- 1940 : Before I Hang de Nick Grinde
- 1941 : Honeymoon for Three de Lloyd Bacon : le patron du restaurant de l'hôtel (non crédité)
- 1942 : Le Témoin disparu (Just Off Broadway) d'Herbert I. Leeds
- 1943 : La Sœur de son valet (His Butler's Sister), de Frank Borzage : Un passager du train
- 1944 : La Femme aux araignées (The Spider Woman), de Roy William Neill
- 1944 : Une romance américaine (An American Romance), de King Vidor
- 1944 : In Our Time de Vincent Sherman
- 1945 : La Blonde incendiaire (Incendiary Blonde), de George Marshall

### Réalisateur
- 1920 : The Misfit Wife
- 1923 : La Justice du monde (The Exiles)
- 1924 : Just Off Broadway
- 1923 : The Wolf Man
- 1924 : A Man's Mate
- 1924 : Le Mari de Janette (Star Dust Trail)
- 1925 : L'Or et la Femme (Gold and the Girl)
- 1925 : Scandal Proof (en)
- 1928 : A Woman's Way